# Valor agregado bruto
El valor agregado bruto (VAB) o valor añadido bruto es la macromagnitud económica que mide el valor añadido generado por el conjunto de productores de un área económica, recogiendo en definitiva los valores que se agregan a los bienes y servicios en las distintas etapas del proceso productivo. En su forma más pura (obviando la imposición al producto final), se calcula a partir del valor del producto final menos el total de costos de producción en todas sus etapas (conocido como consumo intermedio). Se llama "bruto" ya que el valor añadido se calcula en cada una de las etapas de producción, y el VAB representa la totalidad de estos cálculos.

## Definición
El VAB se puede definir como el valor de los beneficios netos generados en un sector determinando a nivel nacional, y sirve como una de tres vías para el cálculo del PIB, con el cual suele tener una estrecha relación. En este proceso, el PIB se obtiene después de añadirle al valor agregado del país los impuestos indirectos que gravan las operaciones de producción. Sin embargo, el cálculo del PIB a fines estadísticos suele basarse en (o unir) las otras vías, la del enfoque basado en ingresos y la del enfoque basado en gastos. Por lo que el VAB suele servir por sí solo como un índice aparte.

### En la empresa
En la economía empresarial, el valor añadido de una empresa es la diferencia entre el importe de las ventas de la empresa y las compras hechas a otras empresas sin incluir la depreciación del capital fijo durante el período. Al deducir la depreciación se obtiene el valor agregado neto. La magnitud, a nivel macroeconómico, lo que hace realmente es el sumatorio del valor agregado por todas las empresas de un país.